# Curtis (Vilasantar)
Curtis (en gallego y oficialmente San Vicenzo de Curtis) es una parroquia española del municipio de Vilasantar, en la provincia de La Coruña, Galicia.

## Otro nombre
La parroquia también se denomina como San Vicente de Curtis.

## Entidades de población
Entidades de población que forman parte de la parroquia:
- Bao (O Vao)
- Brai
- Casavella (A Casavella)
- Ciao (O Ceao)
- Cezar
- Eirixe
- Fortaleza (A Fortaleza)
- Guillareo
- Liñares
- Mourengos
- Pereiro (O Pereiro)
- Peteiro (O Peteiro)
- Seixo (O Seixo)
- Turío
- Vaamonde (Baamonde)
- Vilamaior
- Vilar (O Vilar)
- Viso (O Viso)
- Xemerás
- As Ruadas

## Despoblados
- Casa do Vento (A Casa do Vento)
- Santa Mariña

## Demografía
| Gráfica de evolución demográfica de Curtis entre 2000 y 2019 |
|                                                              |
| Datos según el nomenclátor publicado por el INE.             |